# Anthony Abrams
Anthony Joseph Abrams (ur. 3 października 1979) – gujański piłkarz występujący na pozycji pomocnika, obecnie zawodnik Alpha United.

## Kariera klubowa
Abrams karierę piłkarską rozpoczynał w stołecznym zespole Fruta Conquerors. Po roku spędzonym w pierwszej drużynie przeszedł do Bakewell Topp XX, którego barwy reprezentował z kolei przez dwa i pół roku. Wiosną 2006 został zawodnikiem trynidadzkiego Joe Public FC, i mimo iż spędził w tej ekipie jedynie połowę sezonu, to pomógł jej wywalczyć mistrzostwo kraju. W późniejszym czasie na krótko powrócił do ojczyzny, do Alpha United FC, z którym triumfował w lidze regionu Georgetown, po czym po raz kolejny wyjechał do Trynidadu i Tobago, gdzie podpisał umowę z Caledonia AIA. Latem 2007 ponownie odszedł do Alpha United – w sezonach 2007, 2008 i 2009 triumfował z nim w lidze regionalnej, natomiast mistrzem Gujany zostawał podczas rozgrywek 2009 i 2010.

## Kariera reprezentacyjna
W seniorskiej reprezentacji Gujany Abrams zadebiutował 28 lutego 2004 w przegranym 0:5 spotkaniu z Grenadą, wchodzącym w skład eliminacji do Mistrzostw Świata 2006, na które jego drużyna ostatecznie się nie zakwalifikowała. Premierowego gola w kadrze narodowej strzelił w 2006 roku. Wystąpił w dwóch spotkaniach w ramach eliminacji do Mistrzostw Świata 2010, nieudanych dla Gujańczyków. Brał także udział w kwalifikacjach do Mistrzostw Świata 2014, gdzie wpisał się na listę strzelców w wygranej 2:0 konfrontacji z Barbadosem.